# Mary Ponte
Mary Ponte  (Caracas, 2 de febrero de 1971) es una educadora, abogada, diplomática y política venezolana - española.   Su trayectoria política se desarrolló en Venezuela dentro del Movimiento Primero Justicia, del cual fue fundadora en el Estado Miranda, y donde se desempeñó como Secretaria de Justicia Familiar estadal, y luego Secretaria Nacional de Justicia Familiar y Secretaria Internacional del Partido Primero Justicia.   Su labor como Gerente Público, estuvo centrada en la garantía de los derechos de la infancia y adolescencia como Presidente del Consejo de Derechos de los Niños, Niñas y Adolescentes en los municipios Chacao, Los Salías y Sucre. Dado su desempeño como Secretaria Internacional, tuvo la oportunidad de trabajar en el Parlamento Europeo, como asesora para temas de Venezuela y Latinoamérica.   Fue Embajadora de Venezuela ante Bélgica y la Unión Europea designada por la Asamblea Nacional de Venezuela (2015) bajo la presidencia de Juan Guaidó.   En la actualidad es activista política por la Libertad de su país, y por los derechos de los migrantes, es también representante de Venezuela en la Internacional Demócrata de Centro IDC - CDI y desde el año 2023 es Secretaria Autonómica de Nuevos Valencianos del Partido Popular de la Comunitat Valenciana.

## Biografía
Nacida en Caracas, Venezuela, el 2 de febrero de 1971, es hija única de un migrante gallego y una venezolana, creció en medio de una familia conservadora, cuyo padre José Ponte se dedicaba al comercio, y su madre Aminta Delgado se dedicó al hogar.  Estudió Psicopedagogía, para luego licenciarse en Educación Especial, mientras en paralelo estudiaba Derecho y trabajaba en el Teatro Teresa Carreño, posteriormente trabajó como CEO legal en una empresa norteamericana vinculada a locales para Centros Comerciales, luego asesora legal de un Concejal en el Municipio Chacao, hasta que por su vocación social y política fue propuesta para la organización y puesta en marcha del Consejo de Derechos de los Niños, Niñas y Adolescentes del Municipio Chacao, donde comenzó su carrera como Gerente Público en 2003. Es divorciada de su primer matrimonio y viuda de su segunda pareja quien era Diputado a la Asamblea Legislativa del Estado Miranda y falleció trágicamente asesinado en Caracas en mayo de 2008.  En 2016 se muda a Bruselas para trabajar en el Parlamento Europeo, y sin poder retornar a Venezuela se muda a España donde se establece en Valencia.

## Formación y Primeros Años
Ponte es Técnico Superior en Psicopedagogía egresada del Instituto Universitario INAPSI, Licenciada en Educación Especial de la Universidad José María Vargas y Abogada egresada de la Universidad Santa María donde también se especializó en Docencia Universitaria. Posteriormente se gradúa de un Máster en Derechos Fundamentales de la Universidad Carlos III de Madrid, España, cursa un Programa de Formación en Campañas y Gobierno para Mujeres en la Universidad de Yale, Estados Unidos. También ha participado en el Programa Internacional de Líderes Visitantes del Departamento de Estado de los Estados Unidos. Lideró la conformación de los Consejos de Derechos de los Municipios Chacao, Los Salias y Sucre, en Caracas, y promovió la formación de funcionarios y cuerpos policiales municipales.

## Primero Justicia
Ponte forma parte del equipo de jóvenes líderes fundadores del partido político venezolano Primero Justicia, especialmente en el Estado Miranda de donde es oriunda, allí asumió responsabilidades orgánicas como la Secretaría estadal de Miranda y posteriormente la Secretaría Nacional de Justicia Familiar desdela cual se llevan a cabo programas de formación y atención a los temas sociales, de Mujeres y de Niñez y Adolescencia; posteriormente asume la Secretaría Internacional, en esta última tuvo un papel relevante en la coordinación de la Observación Internacional de las Elecciones Presidenciales 2012 y las Elecciones Presidenciales 2013 por la Mesa de la Unidad Democrática de la cual fue miembro coordinador internacional como parte de la tripartita.

## Asociación Civil Merecemos Paz
A raíz del asesinato de su pareja y de otras personas cercanas en medio de la ola de violencia ciudadana e impunidad absoluta,  Ponte funda y dirige la Asociación Merecemos Paz, desde donde lidera un movimiento por la Paz, la Reconciliación y el respeto a la integridad y la vida, enfocada en el desarrollo de actividades para «promover la reconciliación en un ambiente de violencia e inseguridad» que se produjo y agudizó en Venezuela durante la primera década de este siglo.

## Embajadora de Venezuela ante Bélgica y la Unión Europea
Durante la crisis presidencial de Venezuela, en 2019, fue designada por la Asamblea Nacional como embajadora de Venezuela en Bélgica y la Unión Europea.
Durante su gestión Ponte impulsó el reconocimiento a Juan Guaidó en las instituciones europeas y el Reino de Bélgica promoviendo diferentes encuentros e iniciativas políticas con los diferentes grupos políticos que integran el Parlamento Europeo, el cuerpo diplomático acreditado en el Reino de Bélgica y el Gobierno Belga. 
Asimismo, fue una promotora de los derechos de la diáspora venezolana en Europa presentando la Petición n.º 0451/2022 a la Comisión de Peticiones del Parlamento Europeo para incidir en los diferentes estados miembros para que reconocieran la condición de refugiados de la migración venezolana debido a la Emergencia Humanitaria Compleja de Venezuela.

## Partido Popular y chiringuitos varios
En el año 2023 Ponte se incorpora al Partido Popular de España avalada por los Eurodiputados Antonio López-Istúriz y Esteban González Pons, donde fue recibida por el Presidente del Partido Popular de la Comunitat Valenciana Carlos Mazón y su Secretaria General María José Catalá quienes posteriormente la designarían como Secretaria Autonómica de Nuevos Valencianos del Partido Popular de la Comunidad Valenciana, espacio fue creado en la estructura orgánica del partido y se le supuso enfocado en el trabajo con las personas migrantes que residían en la Comunitat Valenciana, espacio desde el que promovió la participación política y ciudadana de las personas migrantes.En 2025 fue nombrada delegada para la Hispanidad y la Libertad que se encargaría de adoctrinar en hispanidad, la homologación de títulos extranjeros, el emprendimiento, el fomento del asociacionismo y otros temas de interes para los residentes extranjeros de la comunidad autónoma.